# Gianni Corelli
Gianni Corelli (Ferrara, Italia, 30 de diciembre de 1936 - ibíd. 11 de mayo de 2008) fue un futbolista y entrenador italiano. Se desempeñaba como delantero.

## Trayectoria

### Como futbolista
Su primer equipo fue el principal club de su ciudad natal, el SPAL de Ferrara. Tras dos temporadas en el Spezia, volvió al SPAL, debutando en la Serie A el 20 de septiembre de 1959. En 1961 fichó por el Napoli, donde ganó la Copa Italia 1961-62 disputando la final contra el mismo SPAL. Después de jugar en las filas de Mantova y Ternana, se retiró en 1970 con la camiseta del Foligno.

### Como entrenador
Comenzó su carrera como técnico en el Foligno. En el banquillo del Crotone casi logró el ascenso a la Serie B. Con el Giulianova obtuvo un ascenso a la Serie C1 en 1980. Ha sido el entrenador de varios equipos, entre los cuales, el Parma, el Livorno y el Pescara, donde se retiró en 1993.

## Clubes
| Club            | País   | Año       |
| --------------- | ------ | --------- |
| SPAL de Ferrara | Italia | 1956-1957 |
| FC Spezia 1906  | Italia | 1957-1959 |
| SPAL de Ferrara | Italia | 1959-1961 |
| SSC Napoli      | Italia | 1961-1965 |
| AC Mantova      | Italia | 1965-1968 |
| Ternana Calcio  | Italia | 1968-1969 |
| Foligno Calcio  | Italia | 1967-1970 |

## Palmarés

### Campeonatos nacionales
| Título      | Club       | País   | Año     |
| ----------- | ---------- | ------ | ------- |
| Copa Italia | SSC Napoli | Italia | 1961-62 |